# Faro di Hestskjær
Il faro di Hestskjær (in norvegese Hestskjær fyr) è un faro costiero situato nel comune di Averøy, nella contea di Møre og Romsdal, in Norvegia. Si trova su una piccola isola a circa 2 chilometri a nord del villaggio di Langøy.

## Descrizione
Il faro costruito in cemento è alto 21 metri, ed emette una luce bianca, rossa o verde (a seconda della direzione). La torre del faro è di forma cilindrica e di colore bianca e rossa. La luce prodotta può essere visibile fino a 15 miglia nautiche di distanza.

## Storia
Il faro è stato costruito nel 1879.
Il 13 febbraio 1944, due navi tedesche, la SS Irma e la SS Henry furono abbattute da una torpediniera norvegese nei pressi del faro.
Nel 1960 venne elettrificato e nel 1986 automatizzato.

## Galleria d'immagini

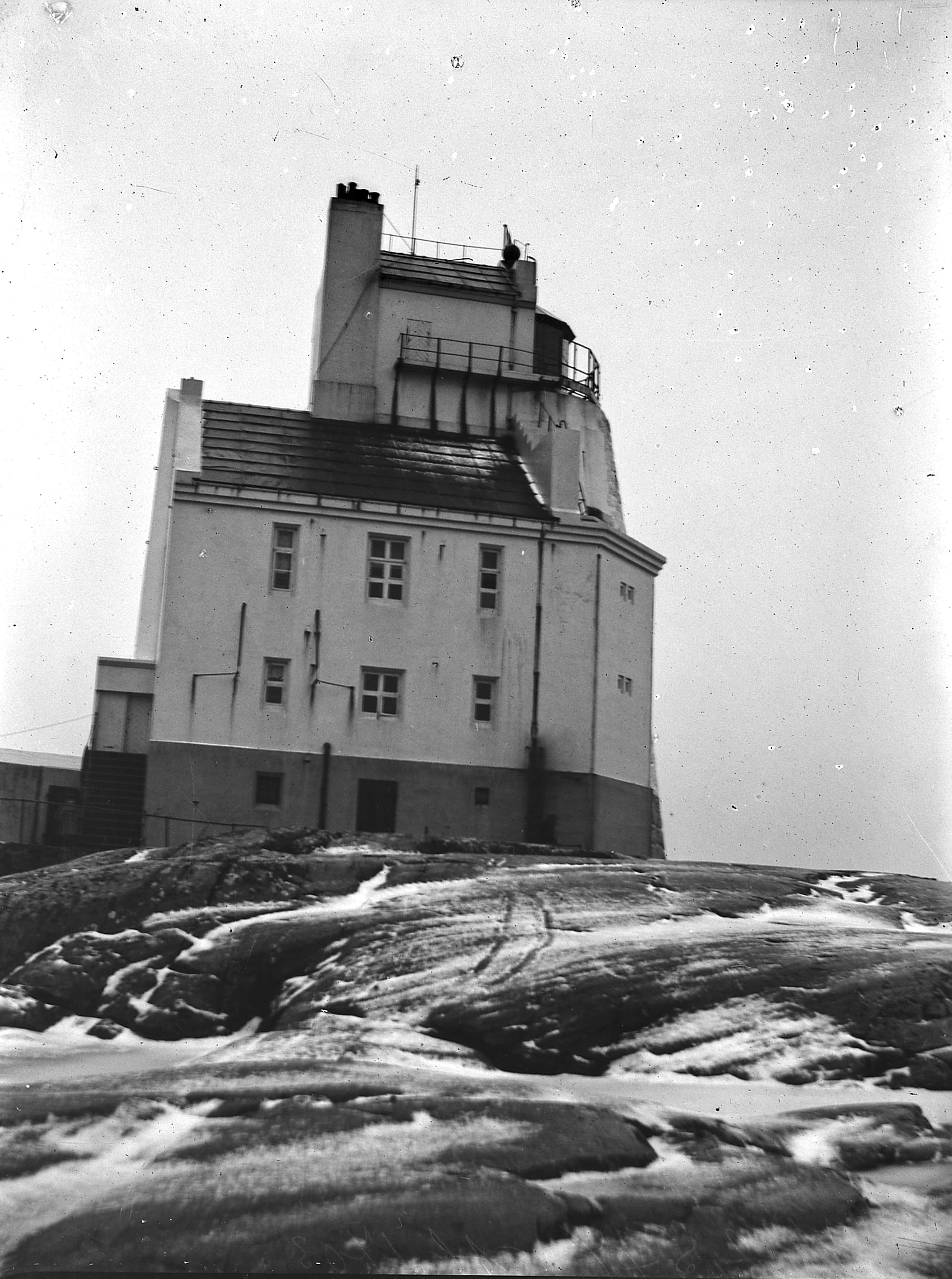
Fotografia del faro di fine 1800
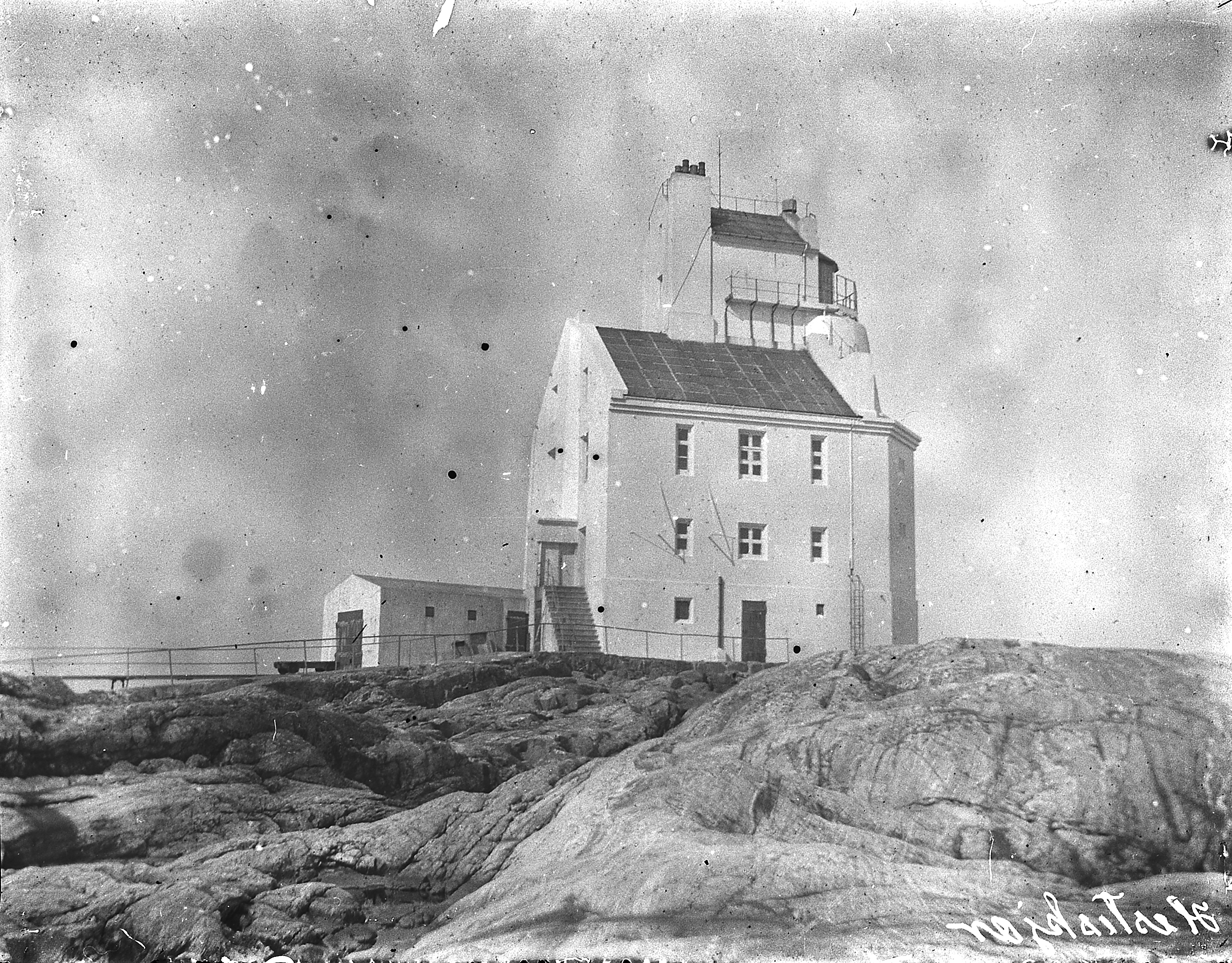
Fotografia del faro di fine 1800
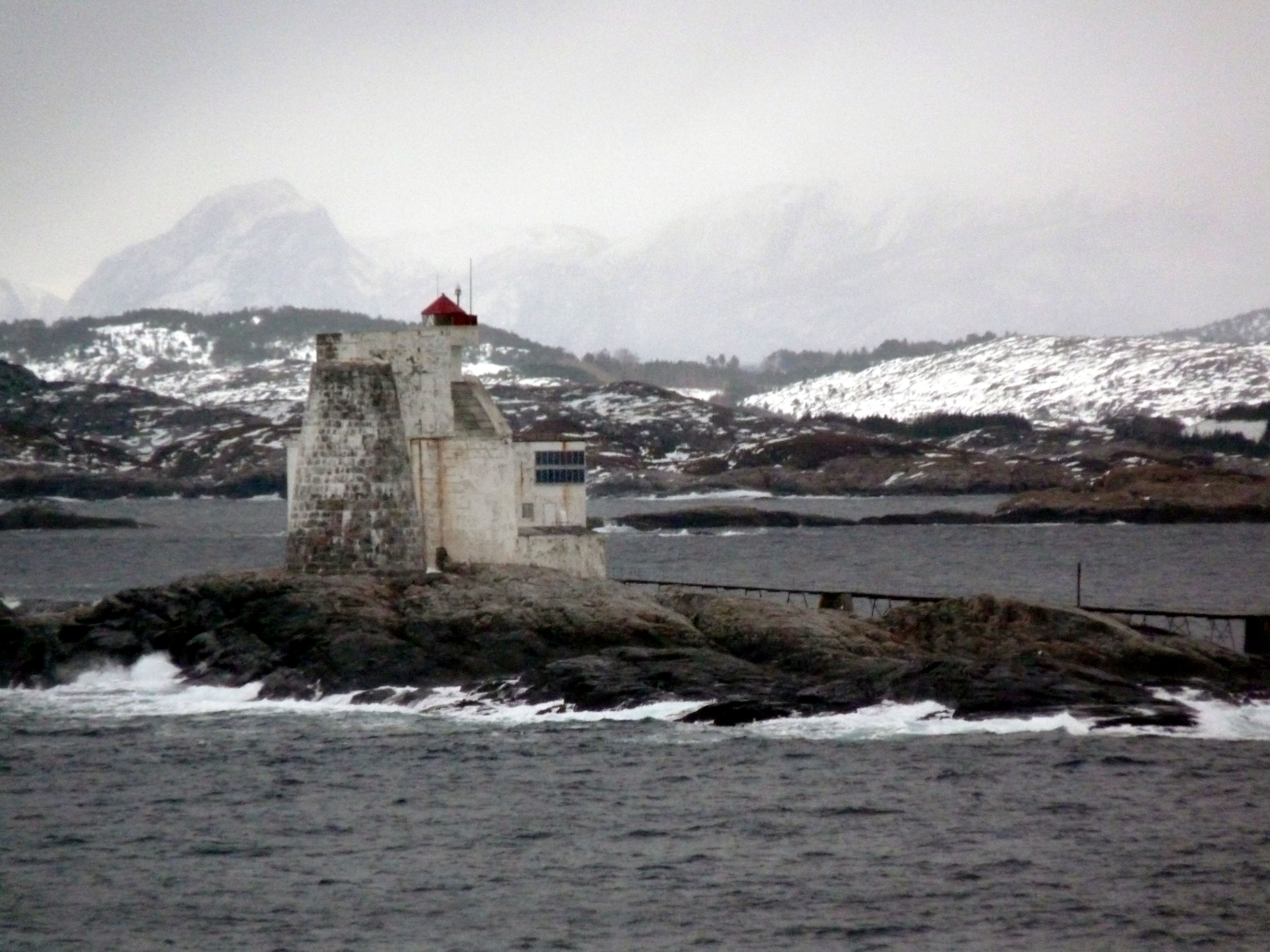
Il faro nel 2011